# قانون الأمن الوطني لهونغ كونغ
قانون الأمن القومي لهونغ كونغ وهو رسميا قانون جمهورية الصين الشعبية حول حماية الأمن القومي في منطقة هونغ كونغ الإدارية الخاصة، وجزءًا من تشريع حول أمن هونغ كونغ. وهذا القانون مطلوب بموجب المادة 23 من قانون هونغ كونغ الأساسي، الذي دخل حيز التنفيذ في عام 1997؛ لم يُنشأ القانون ويُسّن حتى عام 2020. وتنص المادة 23 على أنه ينبغي على هونغ كونغ وحدها سن القانون دون أي مداخلات أخرى؛ أما من الناحية النظرية، يهدف القانون إلى منع التدخل في الشؤون الإقليمية لهونغ كونغ
أعلنت الحكومة الصينية في مايو 2020 عن خطط لصياغة قانون للأمن القومي لهونغ كونغ. وفي استجابة لنوايا بر الصين الرئيسي الواضحة بتجاوز مكانة هونغ كونغ المحلية، أعلنت المملكة المتحدة أنه في حال تمت الموافقة على قانون أمني صاغته الصين، فإنها سوف تفتح الطريق أمام كل المقيمين في هونج كونج الذين ولدوا تحت الحكم البريطاني لكي يصبحوا مواطنين بريطانيين. تم إقرار القانون بالإجماع في 30 يونيو 2020، باستخدام «باب خلفي» دستوري لتجاوز تصويت مجلس هونغ كونغ التشريعي.
ولم تنجح محاولة هونج كونج في عام 2003 لتنفيذ التشريعات بموجب المادة 23 بعد المظاهرات الحاشدة؛ وقبل ذلك، عندما حاولت الحكومة الاستعمارية المحلية، تحت الحكم البريطاني، سن تشريعات أمنية كانت الصين قد أعاقت ذلك. وقد وقعت كل من محاولات سن التشريعات في عامي 2003 و2020 أثناء تفشي فيروس كورونا الذي نشأ في الصين، الأمر الذي أثر سلباً على الاستجابة للمقترحات

## خلفية
تنص المادة 23 من قانون هونغ كونغ الأساسي على أن منطقة هونغ كونغ الإدارية الخاصة «ستسن قوانين خاصة بها» لأمن المنطقة وتمنع الهيئات السياسية خارج المنطقة من «القيام بأنشطة سياسية في المنطقة» أو التدخل بأي شكل آخر في أمن هونغ كونغ المستقل.
''تسن منطقة هونغ كونغ الإدارية الخاصة قوانين من تلقاء نفسها لحظر أي عمل من أعمال الخيانة أو الانفصال أو الفتنة أو التخريب ضد الحكومة الشعبية المركزية أو سرقة أسرار الدولة، لمنع المنظمات أو الهيئات السياسية الأجنبية من القيام بأنشطة سياسية في المنطقة، ومنع المنظمات أو الهيئات السياسية في المنطقة من إقامة علاقات مع المنظمات أو الهيئات السياسية الأجنبية''
يتعلق قانون الأمن القومي بثلاثة قوانين تشكل قانون العقوبات في هونغ كونغ، هي قانون الأسرار الرسمية، وقانون الجرائم وقانون الجمعيات. يغطي قانون الجمعيات على وجه الخصوص عناصر الأمن، حيث كان الغرض منه منع إنشاء جمعيات وثالوثات سرية إجرامية. وفي عام 1949، ومع تدفق المهاجرين من الصين، أعيد إدخاله وتعديله ليذكر على وجه التحديد «المنظمات السياسية الأجنبية». يغطي قانون الجرائم التعامل مع المعارضة داخل المنطقة. وفي الواقع، يُطبّق المرسوم منذ عام 1971، ولم يتم تعديله مطلقًا، وهو يضع معيارًا قانونيًا يسمح بسجن الأشخاص لمجرد التعامل مع المواد التي تعتبر ضد الحكومة، دون الحاجة إلى أدلة.
تَضمن شرعة الحقوق في هونغ كونغ حرية التعبير، لكن محامي هونغ كونغ ويلسون ليونغ قال إن الصين قد تجد طريقة لتجاوز هذا في التشريع الذي تقدمه. يستشهد ليونغ بحقيقة أن القانون الذي تفرضه الصين سيعتبر قانونًا وطنيًا - في حين أن شرعة هونغ كونغ للحقوق «محلية» وبالتالي ستعتبرها بكين تابعة - وأن اللجنة الدائمة للمجلس الوطني لنواب الشعب الصيني هي أعلى سلطة في تفسير القانون الأساسي، وبالتالي يمكن أن «نقول إن قانون الأمن الجديد لا يمكن تقييده من قِبل شرعة الحقوق» إذا أرادوا.
وينظر من هم خارج الأراضي إلى تشريع الأمن القومي في بر الصين الرئيسي على أنه مثير للجدل، وقد أصبح قانون الأمن القومي الصيني الذي نُفِذَ لأول مرة في عام 1993، أكثر تقييدًا في عهد الأمين العام للحزب الشيوعي الصيني شي جين بينغ، الذي شكل لجنة للأمن القومي (يرأسها بنفسه) بعد وقت قصير من وصوله إلى السلطة.

## محاولات التشريع التاريخي

### 1992-1997

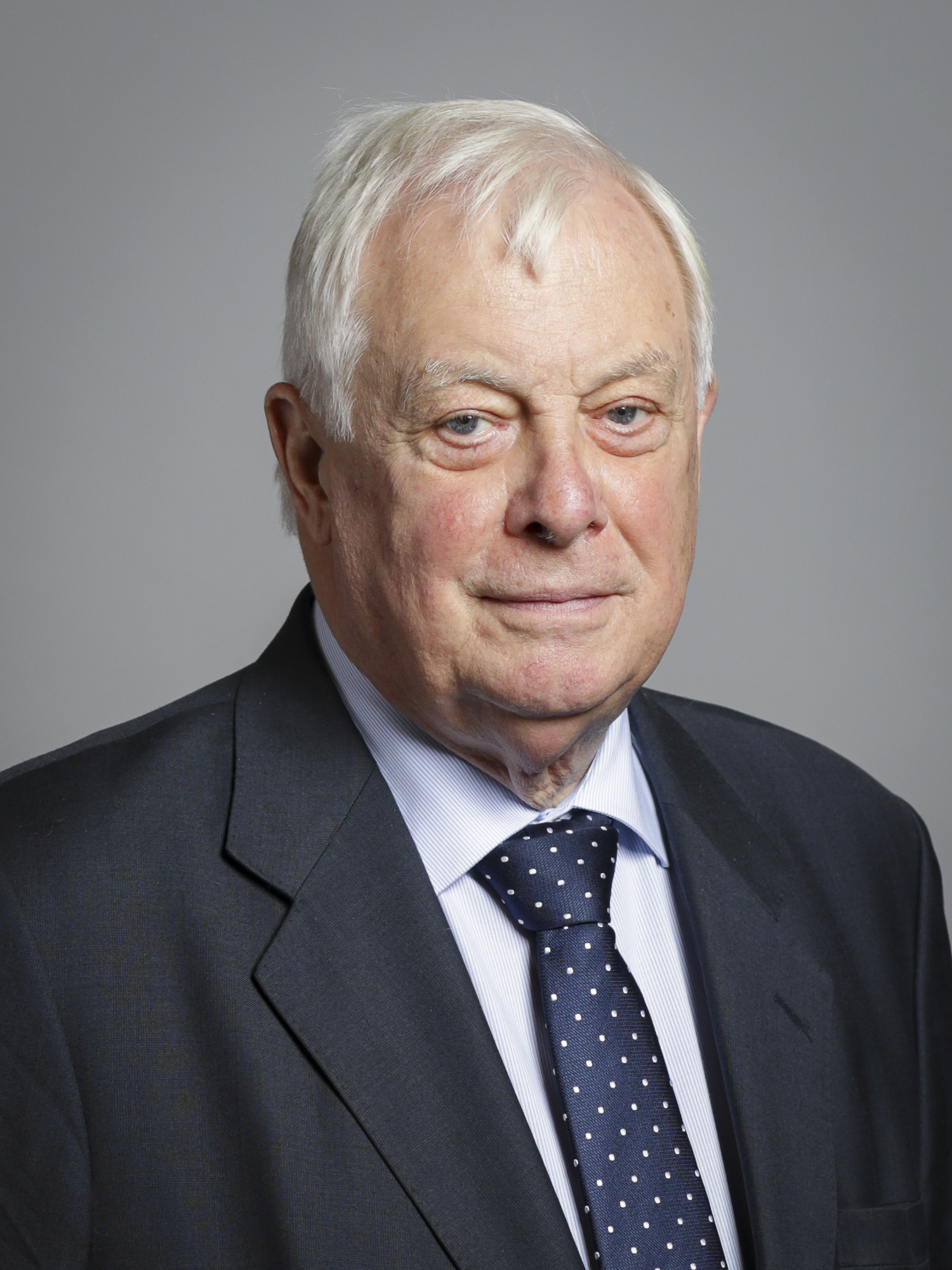
اللورد باتن من بارنز، الذي تم تعيينه حاكمًا لهونج كونج في عام 1992 للإشراف على السنوات الأخيرة من الحكم البريطاني والتسليم. تحت قيادته، تم إدخال الإصلاحات الاجتماعية والديمقراطية على الأراضي.

#### قانون الجمعيات
بعد مذبحة ساحة تيانانمن عام 1989، ومع قلق سكان هونغ كونغ بشأن حرياتهم المدنية، تمت مراجعة قانون الجمعيات؛ وتعديله في عام 1992، وتخفيف بعض القيود المفروضة على القدرة على تسجيل بعض المجتمعات، ولكن أُلغي هذا بعد التسليم في عام 1997. ووفقاً لمرصد حقوق الإنسان في هونغ كونغ، عدلت الصين المرسوم في عام 1997 «كجزء من حزمة من جهود الصين لتقليص شرعة حقوق هونغ كونغ». تتضمن تعديلات عام 1997 شرطًا إذا كان المسؤولون المعنيون «يعتقدون بشكل معقول» أن حظر المجتمع «ضروري لمصلحة الأمن القومي أو السلامة العامة أو النظام العام أو حماية حقوق وحريات الآخرين»، يمكن تصعيده وحظره بدون دليل.
وكان الرد الدولي على «قانون الأمن القومي»: هذا هو التمسك بمبادئ سيراكوزا، التي تنص على أن الأمن القومي «لا يمكن التذرع به كسبب لفرض قيود لمنع التهديدات المحلية أو المعزولة نسبيًا التي يتعرض لها القانون والنظام»، فقط ضد التهديدات الخارجية. وأعلن حقوقيون دوليون أن تضمين «الأمن القومي» في المرسوم المتعلق بالمجتمعات المحلية كان غير مبرر وغير مناسب لأنه «من الصعب الإيحاء بأن مجتمعًا أو مظاهرة في هونغ كونغ ستهدد وجود الصين»، ويمكن التعامل مع أي تهديد محلي عن طريق قوانين النظام العام العادية. وعلى الرغم من ذلك، تم إدخال أرضية «الأمن القومي». وفي حين عُرّفَ «الأمن القومي» على أنه «حماية السلامة الإقليمية واستقلال جمهورية الصين الشعبية»، لم يكن هناك تفسير لما يشكل تهديدًا لهذا، ولا لكيفية تنفيذه.

#### قانون الجرائم
في ديسمبر 1996، قدم المجلس التشريعي في هونغ كونغ (كجزء من الحكومة الاستعمارية البريطانية) مشروع قانون الجرائم (التعديل) (رقم 2) لعام 1996. كان المحفز للمقدمة هو التسليم القادم، مع كون التعديلات الأولية تقنية في الغالب وإزالة الإشارة إلى الملكية. وسعت بدورها إلى مقترحات لتغيير المواد المتعلقة بجرائم الخيانة. كان مشروع القانون هذا قد عدّل قانون الجرائم، مما غيّر تشريع الفتنة الذي كان قائماً منذ عام 1971 ووصفته هونغ كونغ بأنه 'قديم'. وعلى وجه التحديد، اقترح مشروع القانون تقنين المعارضة للحكومة، حيث أعلن المجلس أن المرسوم الحالي «كان يتعارض مع تطور الديمقراطية كما يُجرّم الكلام أو الكتابة ويمكن استخدامه كسلاح ضد الانتقاد المشروع للحكومة». فشل مشروع القانون حيث كان معارضاً بشدة من قبل بكين، تاركا فجوة في تشريعات الأمن القومي.
تم دفع نسخة «مصغرة» من تعديل قانون الجرائم. قدم تعريفاً أكثر محدودية «للفتنة» وزيادة الدفاعات الإقليمية. وقد وقع عليه محافظ هونج كونج كريس باتن قبل أيام من تسليم السلطة عام 1997، ولكن تم تجاهله بسرعة من قبل الصينيين قبل أن تدخل حيز التنفيذ.

### 2003

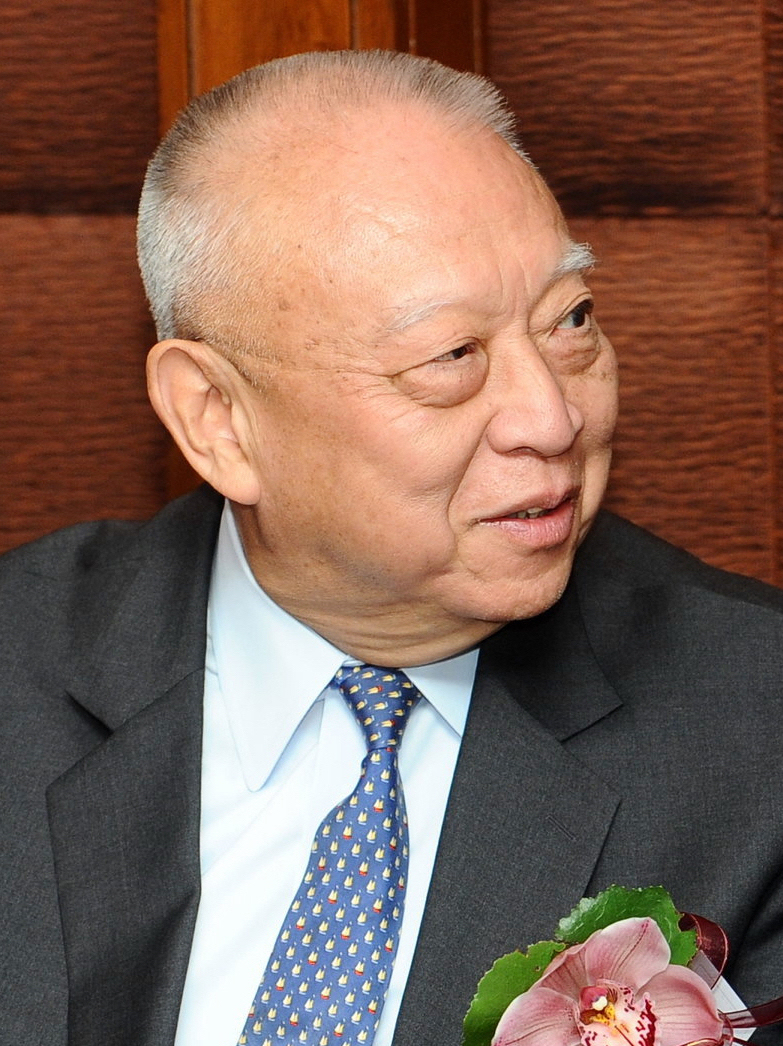
تونغ تشي هوا كان مسؤولاً عن محاولة تشريع فاشلة في هونغ كونغ. وكانت الاحتجاجات في يونيو ويوليو 2003 راجعة جزئياً إلى الانكماش الاقتصادي بعد تفشي مرض سارس 2002-2004 وسوء التعامل معه.

في سبتمبر 2002، أصدرت حكومة هونغ كونغ وثيقة التشاور «مقترحات لتنفيذ المادة 23 من القانون الأساسي». استمرت المشاورات حتى ديسمبر 2002، واختتمت في وقت مبكر بعد أن اجتذبت الاحتجاجات عشرات الآلاف من الناس ضد الاقتراح وقدمت تنازلات، لكن المقترحات لم تعد إلى التشاور العام. تم تقديم قانون الأمن القومي (الأحكام التشريعية) لعام 2003 في فبراير، بهدف الامتثال لمتطلبات المادة 23 بأن حكومة هونغ كونغ يجب أن تسن تشريعات الأمن القومي «بمفردها». ومع ذلك، تم التخلي عن مشروع القانون بسبب المعارضة الساحقة مشيرا إلى عدد غير مسبوق من المتظاهرين.
سيُدخِل مشروع قانون 2003 تشريع الفتنة، بالإضافة إلى إدخال تعديلات على القوانين. ورغم تشجيع المنطقة على وضع تشريع يتماشى مع مبادئ جوهانسبرج، إلا أن ذلك لم يكنْ. وكانت أحكام عام 2003 أكثر تقييدًا للحريات المدنية، وكانت التغييرات لتضييق تعريف «الفتنة»، مما يتطلب من شخص ما أن يرتكب عمدا أعمالا ضد الحكومة؛ وإضافة شرط «الاحتمالية» الذي يتطلب الإثبات؛ وإضافة جرائم التخريب والانفصال. ومن شأن تشريع التخريب والانفصال أن يجعل تهديد وجود واستقرار جمهورية الصين الشعبية (PRC) غير قانوني بموجب القوانين التي تتناول الخيانة والحرب، كما أنه استخدم أيضًا مصطلحات غامضة وغير محددة تركت العتبة القانونية للمقاضاة غير واضحة.
على الرغم من تقديم مشروع القانون في فبراير 2003، كانت آسيا تعاني من وباء السارس، ولم يحدث احتجاج كبير تجاهه إلا بعد تعافي هونغ كونغ في بداية يونيو. وفي يونيو 2003، حشد المعسكر المؤيد للديمقراطية عامة الناس لمعارضة مشروع القانون، وفي الأول من يوليو، الذكرى السنوية السادسة لتسليم السلطة، نزل أكثر من نصف مليون من سكان هونغ كونغ إلى الشوارع ضد الرئيس التنفيذي آنذاك تونغ تشي هوا. ووزيرة الأمن ريجينا ليو، التي كانت مسؤولة عن مشروع القانون. وفي مساء 6 يوليو، قرر رئيس الحزب الليبرالي جيمس تين الانسحاب من «الائتلاف الحاكم» بالاستقالة من المجلس التنفيذي احتجاجًا على ذلك. ومع العلم أن مشروع القانون لن يُمرر بدون الحزب الليبرالي، قررت الحكومة أخيرًا تأجيله، قبل أن يُؤجَل إلى أجل غير مسم

### عقد 2010
تحدث ساسة مؤيدون لبكين في هونغ كونغ عن القانون المقترح منذ أن نمت حركات الاستقلال في هونغ كونغ. عندما أعلنت الصين أن «بكين لن تسمح مطلقًا لأي شخص يدعو إلى الانفصال في هونغ كونغ ولا يُسمح لأي ناشط مؤيد للاستقلال بدخول مؤسسة حكومية»، وقال الرئيس التنفيذي آنذاك ليونج تشون يينغ إن هونغ كونغ ستسن قانونًا أمنيًا يستهدف الحركة المؤيدة للاستقلال في هونغ كونغ. في عام 2018، حث مدير مكتب الاتصال بالحكومة الشعبية المركزية في هونغ كونغ وانغ زيمين حكومة هونغ كونغ على سن تشريع للأمن القومي حيث قال «إن هونغ كونغ هي المكان الوحيد في العالم بدون تشريع للأمن القومي - إنها نقطة ضعف رئيسية في الأمن العام للأمة، الأمر الذي له تأثير مباشر على السكان».

## مشاركة الحكومة الصينية 2020
في عام 2019، قدمت حكومة هونغ كونغ مشروع قانون لتعديل قانون تسليم المطلوبين يقترح السماح بتسليم المجرمين إلى بر الصين الرئيسي، مما أثار احتجاجات مستمرة. سُحِب مشروع القانون في وقت لاحق. وأفادت جريدة جنوب الصين الصباحية أن الحكومة المركزية لجمهورية الصين الشعبية كانت ترى أنه بسبب الاحتجاجات فإن المناخ السياسي في هونغ كونغ سيحول دون تمرير مشروع قانون بموجب المادة 23، في حين أضاف الرئيس التنفيذي كاري لام أن الاحتجاجات جعلت القانون أكثر ضرورة من ذي قبل، لذا لجأت الصين إلى سن الإجراءات الأمنية من خلال المجلس الشعبي الوطني بدلاً من ذلك.
في 18 يونيو 2020، قدمت الحكومة الصينية مسودة إلى مجلس الشعب، تهدف إلى أن تستغرق الجلسة ثلاثة أيام. وهذه عملية أسرع بكثير من مشاريع القوانين في مجلس الشعب، والتي تمر بثلاث جولات مختلفة من الموافقة.
في 22 مايو 2020، وافق المجلس الوطني لنواب الشعب الصيني على قرار بتفويض اللجنة الدائمة للمجلس الوطني لنواب الشعب لتشريع قانون الأمن القومي لهونغ كونغ إذا لم تقم هونغ كونغ «بتشريع قانون الأمن القومي وفقًا للقانون الأساسي في أقرب وقت ممكن».
يفوض القرار المجلس الوطني للملكية الفكرية (NPCSC) بسن قوانين لـ «نظام قانوني سليم» في الإقليم. في حين يدعي أحد نواب اللجنة الدائمة للمجلس الوطني لنواب الشعب، أنه لا يزال يتعين تمرير الأحكام التشريعية للمادة 23 بحلول أغسطس 2021.
بعد صدور القرار، بدأ مواطنو هونغ كونغ في البحث عن طرق للهجرة ومغادرة هونغ كونغ، وشعروا أن القانون سيضر بشكل أساسي بحقوقهم في التعبير والحرية. وسُجّل عشرة أضعاف العدد المعتاد لعمليات البحث على الإنترنت حول الهجرة بعد الإعلان عن القرار. بعد إعلان الوطنية البريطانية في الخارج، حدثت زيادة كبيرة في الاهتمام بالعقارات في المملكة المتحدة وأستراليا وكندا.

### التحليل السياسي للتدخل الصيني

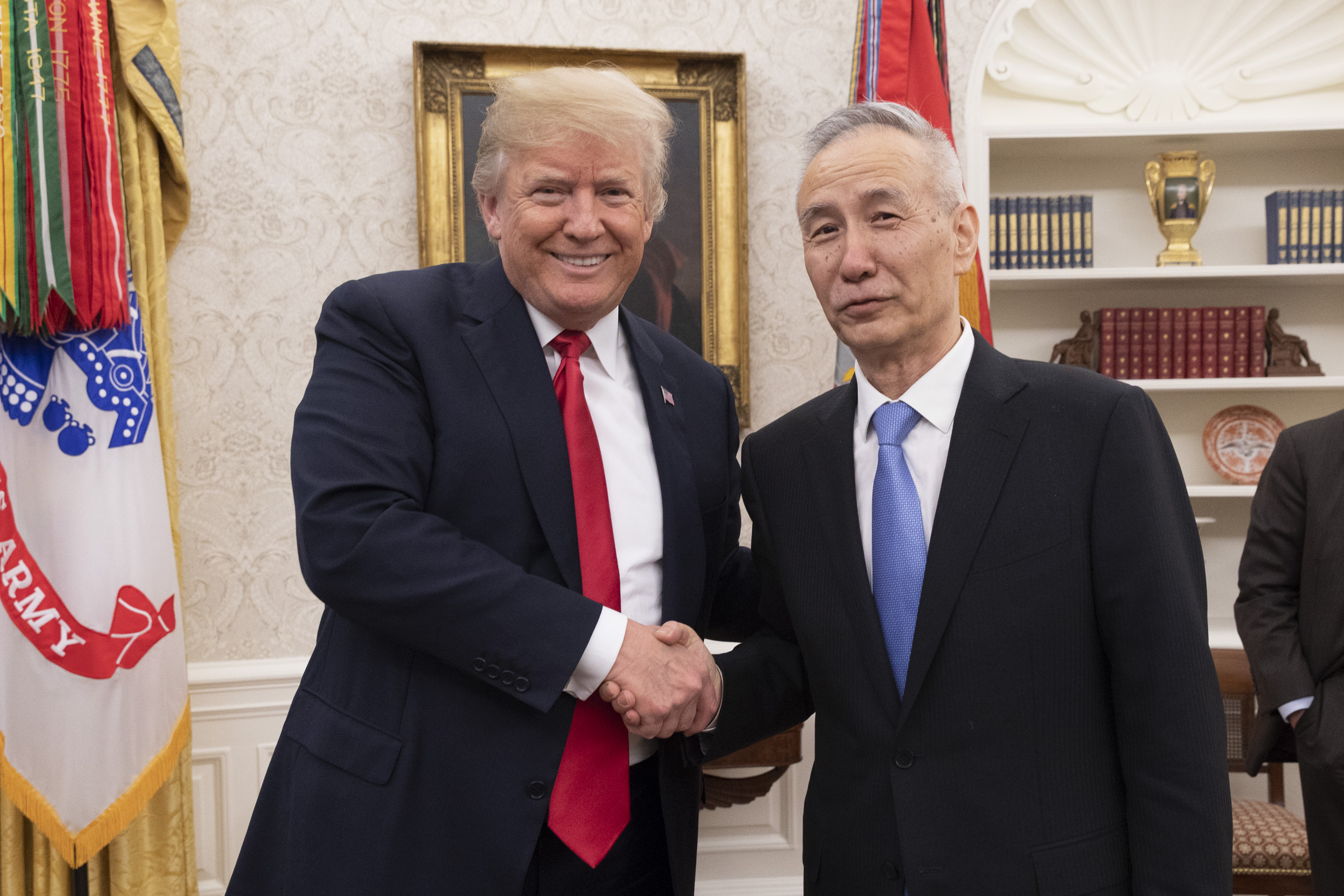
نائب رئيس مجلس الدولة الصيني ليو هي يلتقي بالرئيس الأمريكي دونالد ترامب في مايو 2018. وقد اقترحت العلاقات المتدهورة بين البلدين كسبب لفرض الصين المزيد من القيود على هونغ كونغ.

يوضح د. بريان فونغ، المحلل السياسي في العلاقات بين هونغ كونغ والصين، أن هذه الخطوة تعد تغييرًا جذريًا في السياسة الصينية، وهي خطوة محفوفة بالمخاطر يمكن أن تؤدي إلى «فقدان بكين للوصول إلى رأس المال الأجنبي والتكنولوجيا من خلال هونغ كونغ».
وكتب الدبلوماسي الأمريكي للشؤون الآسيوية دانيال ر روسيل في صحيفة The Diplomat في 3 يونيو 2020 أن الصين «كانت على دراية تامة برد الفعل المحلي والدولي الذي يمكن أن تتوقعه» عندما أصدر المجلس الوطني لنواب الشعب الصيني قراره بشأن التشريع. وأوضح روسيل أن رد الفعل في عام 2003، واحتجاجات 2019، وبعض العقوبات الأمريكية لصالح هونغ كونغ على الصين، حددت الأساس للرد على القرار. وأشار أيضا إلى أن سمعة الصين متدنية بالفعل على الصعيد الدولي بسبب جائحة فيروس كورونا (مشيرًا إلى أنه «من المفارقات» أن الصين كانت في نفس الوضع الذي كانت عليه في عام 2003 مع السارس والتشريع)، وخاصة في الولايات المتحدة 'اتخذت المواقف العامة تجاه الدولة الأخرى منعطفاً حاداً نحو الأسوأ' بسبب الوباء الذي نشأ في الصين. ومع ذلك، أضاف أن بكين كانت لديها في ذلك الوقت «مستوى متزايد من التحدي، والتسامح مع العواقب السلبية». وكتب أن العمل الاقتصادي القوي من الولايات المتحدة قد يدفع الصين إلى الانتقام بالعمل العسكري في هونغ كونغ، واقترح أن تتجاهل كلا الدولتين الإقليم إذا كان من الممكن استخدامه للاستفادة في حربهما التجارية وحذر من أن «هونغ كونغ قد تستشهد في هذه العملية».

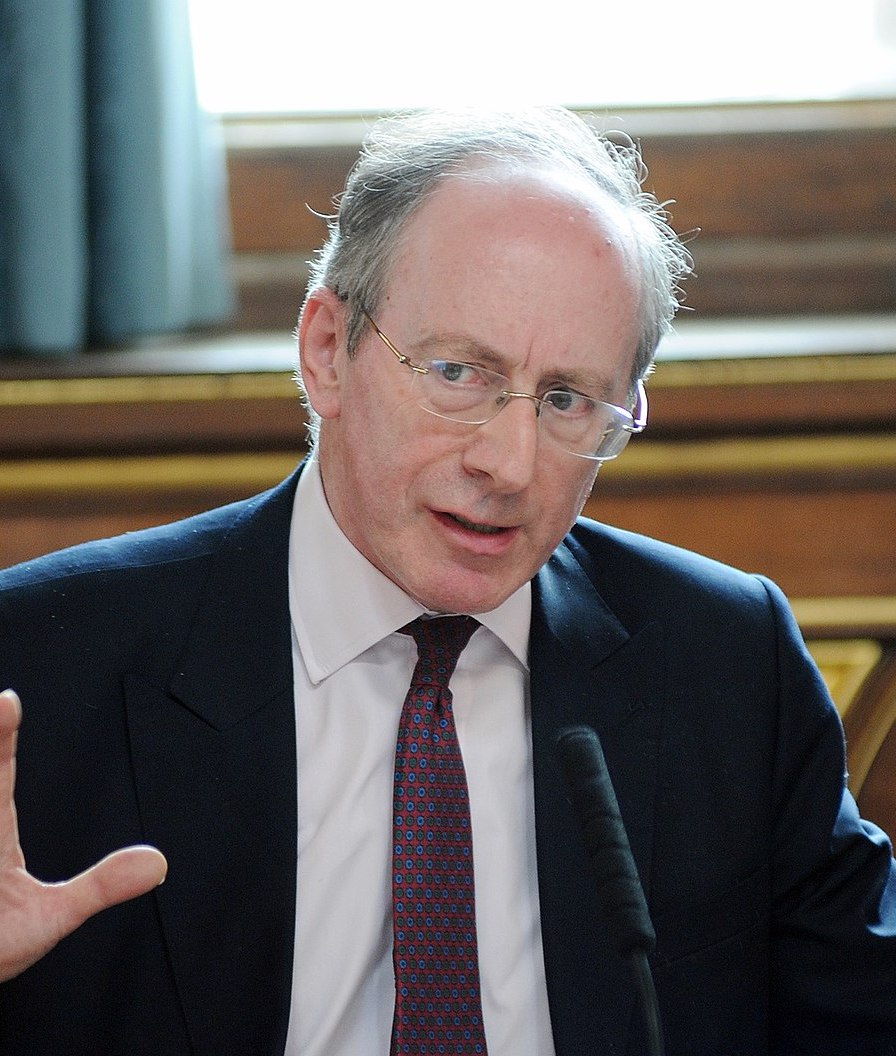
قال السير مالكولم ريفكيند، وزير الخارجية البريطاني وقت التسليم، في يونيو 2020: "الصين لديها عقب أخيل عندما يتعلق الأمر بهونغ كونغ. وإذا ما دفعت الصين إلى ما هو أبعد مما ينبغي فيما تسعى إلى القيام به، فلن تتمكن من استيعاب هونغ كونغ ذات الأهمية المالية المزدهرة في جسد الصين. وسوف تترك هذه القشرة بلا غلاف".

في 9 يونيو 2020، نشرت خبيرة الغارديان الصينية تانيا برانيجان، وليلي كو تقريرًا بعنوان «كيف اشتعلت النيران في هونغ كونغ: قصة الانتفاضة الراديكالية». وجاء فيه أن «طبيعة مشاركة الصين مثيرة للقلق مثل محتواها: إنها تشكل سابقة لبكين تفرض تشريعات غير شعبية على هونغ كونغ»، في تحدٍ صريح لشروط التسليم. كما أنهم ينظرون إلى نهج القانون، موضحين أن بكين أعطت «الأمن المادي بدلاً من الحريات السياسية» لشعبها في الصين، وتخطط للقيام بنفس الشيء في هونغ كونغ لأنها ترى جميع القضايا على أنها اقتصادية بحتة، وأن الاحتجاجات لا تتصاعد إلا بسبب «مثيري الشغب والقوى الأجنبية المعادية». أما فيما يتعلق بكيفية تنفيذها، يؤكد التقرير أنه في عام 2020، «تخلت بكين عن أي ذريعة لكسب القلوب والعقول»، وبدلاً من ذلك تستخدم القوة لمنع السياسيين والناشطين الديمقراطيين من امتلاك منصات، والتي يقول برانيجان وكو إنها خطة لاستخدام الخوف لقمع هونغ كونغ، لأن «الإقناع» لم ينجح.

### رد هونغ كونغ
عارض سكان هونغ كونغ بشكل عام المقترحات الصينية. ولطالما كان احتمال وجود أي قانون للأمن القومي لا يحظى بشعبية، لكن المتظاهرين قالوا إن المقترحات الجديدة في 2020 «تضرب قلب الهوية السياسية المدنية في هونغ كونغ، ونجاحها كمركز دولي. ولكن الأهم من ذلك كله يضر بإحساس الناس بالانتماء». على الرغم من معارضة القانون، يأمل بعض سكان هونغ كونغ أن يتسبب في سقوط الصين عندما تنتقم دول أخرى ماليًّا. بالرغم من الضرر الذي سيلحق هونغ كونغ، حيث أنهم يعتقدون أن السبيل الوحيد للحرية هو التدمير المتبادل المؤكد.
وتعتقد مارغريت نغ، سياسية هونغ كونغ، أن الصين أرادت تطبيق قانون الأمن القومي في هونغ كونغ بموجب شروطها لسنوات، وأنها تستخدم احتجاجات 2019 كذريعة، قائلة إن «الصين تجد دائمًا صعوبة في قبول نوع الحرية وضبط النفس للسلطة التي تتمتع بها هونغ كونغ في ظل نظام منفصل». ووصف مان كي تام، مدير منظمة العفو الدولية في هونغ كونغ، التشريع الصيني بأنه «أورويلية».
في ضوء تمرير قانون الأمن القومي في 30 يونيو، أعلن النشطاء الديمقراطيون البارزون جوشوا وونغ، وناثان لو، وأغنيس تشو، وجيفري نغو، أنهم سيغادرون حزب Demosistō، الذين شاركوا في الضغط على الولايات المتحدة لتمرير قانون هونغ كونغ لحقوق الإنسان والديمقراطية وتعليق الوضع التجاري الخاص للمدينة. بعد ذلك بوقت قصير، تم حل Demosistō وتوقفت جميع العمليات. وأعلنت عدة مجموعات مؤيدة للاستقلال أنها أنهت عملياتها في هونغ كونغ، خوفًا من أن يكونوا أهدافًا للقانون الجديد. لاحظ أدريان براون من الجزيرة أن تمرير القانون خلق أثر الصقيع في المدينة. ووفقا له، عندما بدأ فريقه في مقابلة الناس العاديين حول آرائهم بشأن تمرير القانون، رفض الكثير منهم التعليق، وهي ظاهرة اعتبرها «غير عادية».

### رد المملكة المتحدة
شجعت المملكة المتحدة، التي كانت هونغ كونغ مستعمرة سابقة لها، الصين على التراجع عن قانون الأمن وفقًا لأحكام الإعلان الصيني البريطاني المشترك: شملت شروط تسليم المملكة المتحدة لسيادة هونغ كونغ إلى الصين، مع السماح لهونغ كونغ بالحفاظ على الحكم الذاتي وشكل الحكم البريطاني. وأوضح السكرتير الأول البريطاني ووزير الخارجية والكومنولث دومينيك راب وجهة النظر البريطانية بضرورة التدخل مع الصين التي تنتهك الإعلان المشترك في محاولاتها لمتابعة القانون. وفي 3 يونيو، أعلنت الحكومة الصينية أنها تعتبر الإعلان المشترك قد أصبح باطلاً بمجرد نقل السلطة في عام 1997.
في 2 يونيو، أعلن كل من راب، ووزيرة الدولة للشؤون الخارجية وشؤون الكومنولث ليزا ناندي، أنه يجب على المملكة المتحدة الشروع في إنشاء تحالف دولي كبير يتجاوز تحالف خمسة أعين للضغط على الصين للتراجع في مسألة أمن هونغ كونغ، وكذلك لمواجهة "المؤيدين" - تحالف عالمي صيني"، وقال راب إن بكين شكلته لتخويف الدول التي تعارضه.غ  وقد أُعلِنَ عن دعوات لمثل هذا التحالف في 1 يونيو من قبل سبعة وزراء خارجية سابقين للمملكة المتحدة.
تُصدر المملكة المتحدة تقريرًا عن هونغ كونغ كل ستة أشهر، واحدًا كتبه ونشره راب في الموعد المحدد في 11 يونيو 2020 (يغطي الأشهر الستة الأخيرة من 2019). في هذا التقرير، حذر راب بقوة الصين من التدخل، وأكد على حق المملكة المتحدة في التعليق على هونغ كونغ. وقال راب إن «خطط بكين لفرض قوانين أمنية جديدة تتجاوز المجلس التشريعي في هونغ كونغ تتعارض بشكل مباشر مع القانون الدولي». وطالب التقرير الصين بالامتناع عن التدخل في انتخابات سبتمبر في هونغ كونغ، واتهم الحكومة الصينية بتعذيب سيمون تشنغ، دبلوماسي بريطاني، الذي زار البر الرئيسي عند العمل في القنصلية البريطانية في هونغ كونغ. وبعد ستة أيام، قالت المملكة المتحدة إن قانونًا جديدًا لحقوق الإنسان، تم إيقافه في وايت هول لعدة أشهر، يمكن استخدامه «لمعاقبة المسؤولين الصينيين إذا استمرت بكين في التقدم» بقانون الأمن القومي. ويجب أن يكون القانون البريطاني شكلاً من أشكال تشريع ماغنيتسكي، لكي تتمكن الحكومة من معاقبة أولئك الذين يرتكبون أفعال تقمع حقوق الإنسان.

#### توسيع الحقوق الوطنية البريطانية لهونغ كونغ

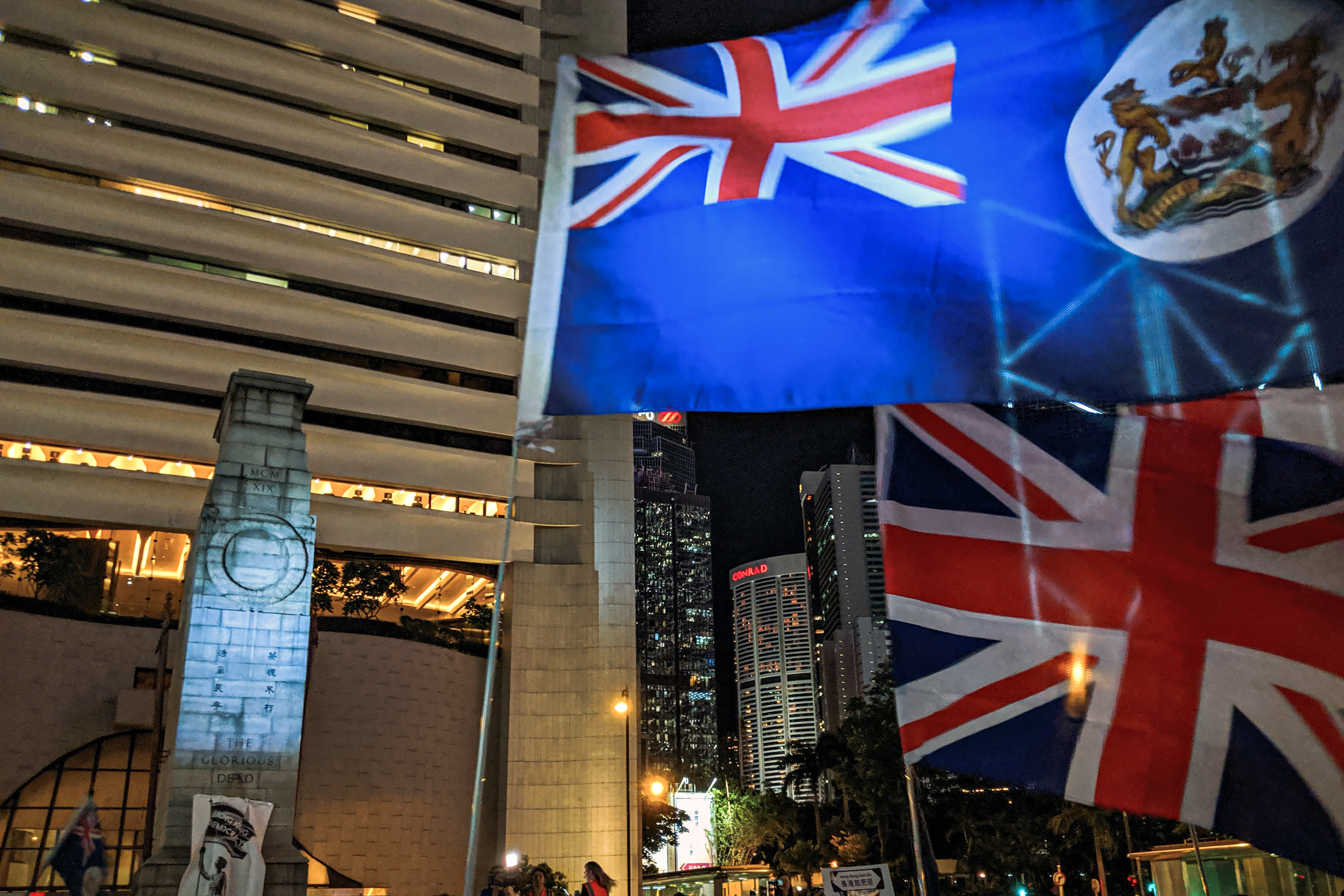
المتظاهرون في هونغ كونغ يرفعون كلاً من علم الاتحاد وعلم التنين والأسد الاستعماري في 2019.

في أواخر مايو وأوائل يونيو 2020، أعلن أعضاء مجلس الوزراء البريطاني أيضًا عن تدابير لتوفير طريق للجنسية البريطانية لثلاثة ملايين من سكان هونغ كونغ. وفي 3 يونيو، أعلن رئيس الوزراء بوريس جونسون أنه إذا استمرت الصين في متابعة القانون، فسوف يسمح لسكان هونغ كونغ بالمطالبة ب جواز سفر «بريطاني ما وراء البحار» (BNO) وفتح طريق للحصول على الجنسية البريطانية. وقال راب إن المملكة المتحدة ستضحي بصفقات تجارية مع الصين من أجل دعم هونغ كونغ، لكنها ستظل في الوقت الحاضر في محادثة مع المجتمع الدولي بشأن هذه المسألة. وهدد وزير الخارجية الصيني تشاو ليجيان المملكة المتحدة بالرد على ذلك، في حين شعر المتظاهرون في هونغ كونغ أن العرض البريطاني لم يكن كافيًا. ويعتقد المحامي في هونغ كونغ مارتن لي، الذي ساعد في صياغة القانون الأساسي، أن المملكة المتحدة كانت سخية لكنه قال «بغض النظر عن مدى كرمك في توفير جوازات السفر وما إلى ذلك، لا يزال هناك عدد كبير من الأشخاص غير المؤهلين للحصول عليه لسبب أو لآخر»، ويسلط الضوء على العدد الهائل من المتظاهرين المضطهدين من الشباب، الذين ولدوا بعد التسليم. كما دعا لي في وقت لاحق المملكة المتحدة لمحاكمة الصين في محكمة العدل الدولية.
كان راب قد أعلن في نهاية مايو أن المملكة المتحدة تدرس تمديد حقوق BNO لمنح حق الإقامة، وهو ما اعترف به تشاو أنه سيكون تغييرًا داخليًا في السياسة البريطانية، لكنه لا يزال يدعي أن الصين سيكون لها «الحق في اتخاذ إجراءات مضادة». وقدم راب اقتراحه إلى مجلس العموم في 2 يونيو، وكان متناقضًا بشأن ما إذا كان سيطبق فقط على حاملي جوازات سفر «بريطاني ما وراء البحار» الحالية، قائلاً لمجلس العموم: «قلنا أننا سنسمح لحوالي 300.000 حامل جواز سفر تقريبًا، للمجيء إلى المملكة المتحدة». ووفقًا لاقتراحه، يُسمح لحاملي جواز سفر BNO بالتقدم للحصول على تأشيرة، والبقاء في المملكة المتحدة لفترة أولية مدتها اثني عشر شهرًا بدلاً من ستة كما كان سابقًا، والسماح لهم بالتقدم للدراسة والعمل، وبالتالي توفير مسار لهم للمواطنة.
بالإضافة إلى اقتراح راب في اليوم السابق، سيغطي إعلان جونسون في 3 يونيو ما يقرب من 3 ملايين من سكان هونج كونج المولودين قبل عام 1997. كان أقل تناقضًا بشأن ما إذا كان الأشخاص الذين تقدموا للحصول على جواز سفر BNO فقط قبل التسليم في عام 1997 هم المؤهلون للكتابة، في صحيفة ذا تايمز :
تم توضيح مدى المخطط في 12 يونيو 2020 من قبل وزيرة الداخلية بريتي باتل في مراسلات مع جونسون. وسيتم السماح لجميع الأشخاص المؤهلين للحصول على جواز سفر «بريطاني ما وراء البحار» BNO، وكذلك معاليهم، بدخول المملكة المتحدة بموجب البرنامج. وأعرب باتل عن أن «المعالين» سيشملون الشركاء وأي أطفال دون سن 18 عامًا - وقد تم انتقاد ذلك بسبب ترك فجوة من الشباب البالغين الذين ولدوا بعد عام 1997، والذين لن يتمكنوا من الوصول إلى المخطط. وأضافت أن سكان هونغ كونغ يمكن أن يبدأوا القدوم إلى المملكة المتحدة دون قيود بينما لا يزال المخطط قيد الإعداد، إذا تم تمرير قانون الأمن القومي.

### الاستجابات الدولية

تحالف خمسة أعين لتبادل المعلومات الاستخبارية.

عقدت المملكة المتحدة مؤتمرًا هاتفيًّا مع حلفائها في تحالف خمسة أعين (الولايات المتحدة وكندا وأستراليا ونيوزيلندا) في بداية شهر يونيو، حيث ناقشوا وضع هونغ كونغ، وطلبوا ذلك في حالة استمرار تمديد جواز سفر بريطاني (ما وراء البحار)، ستشارك البلدان الأخرى في عبء حركة النزوح من هونغ كونغ الناتجة عن ذلك. ولم تعلن أستراليا، التي تتمتع بعلاقات قوية مع هونغ كونغ، عن إجراءات جديدة، لكنها أكدت أن «سكان هونغ كونغ يمكنهم التقدم للحصول على مجموعة من فئات التأشيرات ذات الصلة للعمل والعيش في أستراليا» بالفعل. ودعا العديد من القادة السياسيين في جميع أنحاء أستراليا رئيس الوزراء سكوت موريسون إلى الذهاب أبعد من ذلك، والمطابقة الرسمية لعرض المملكة المتحدة على الأقل.
وكتب وزراء خارجية الدول الخمس الأعضاء وعوالم الكومنولث في أستراليا وكندا ونيوزيلندا والمملكة المتحدة خطابًا مشتركًا إلى الأمم المتحدة يطلبون فيه «مبعوثًا خاصًا جديدًا لمراقبة تأثير القانون على هونغ كونغ»، قائلين «من الضروري معالجة تآكل سيادة القانون والوضع الخطير والعاجل لحقوق الإنسان في هونغ كونغ»، خاصة مع ملاحظة اقتراح قانون الأمن الصيني الذي جاء في أسبوع الذكرى السنوية لمذبحة ساحة تيانانمن.

### التحليل السياسي للاستجابات البريطانية والدولية

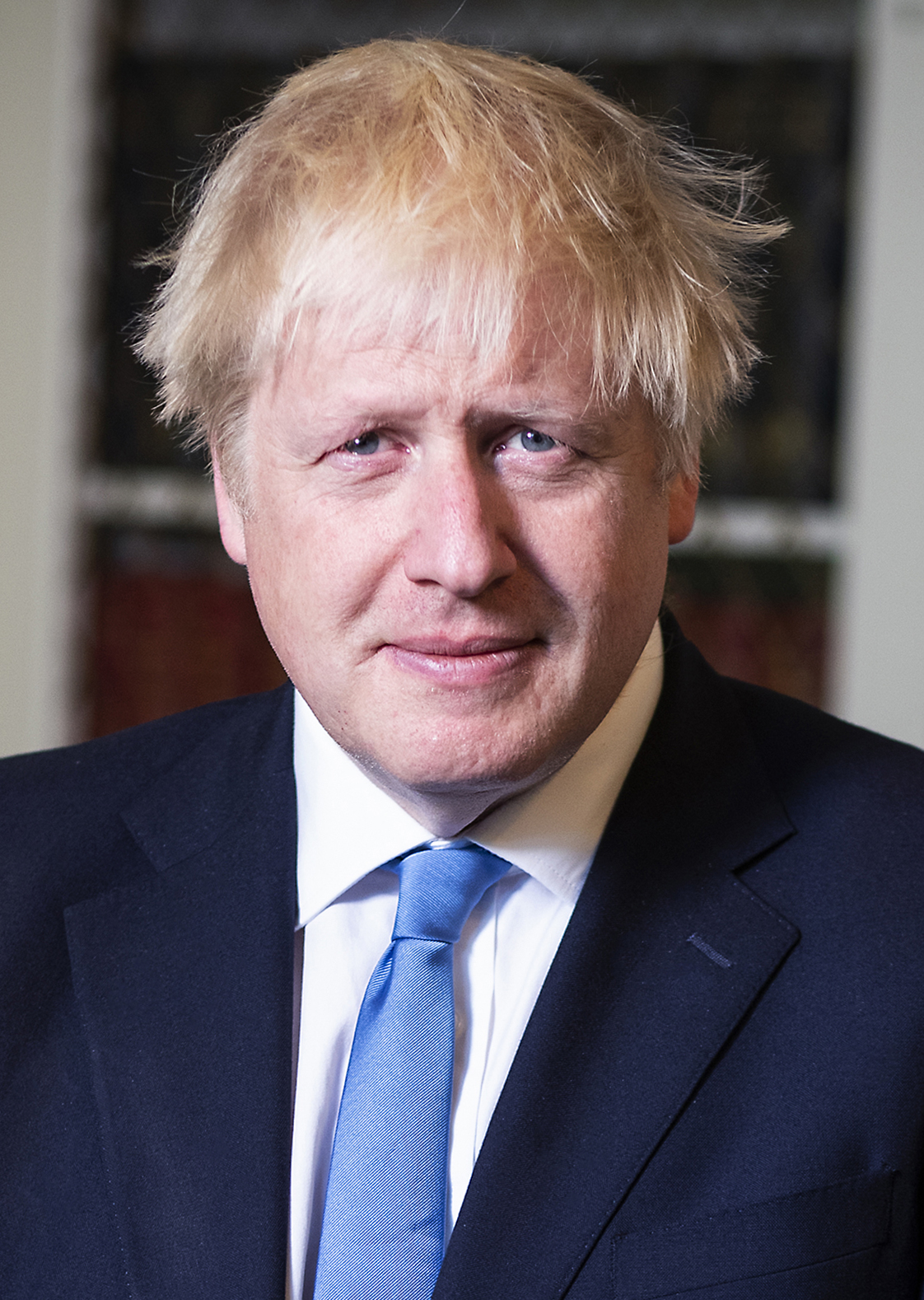
يعتبر موقف بوريس جونسون من هونغ كونغ حازمًا.

كان جونسون قد أعرب سابقًا عن دعمه لاستقلالية حكم هونغ كونغ ضد مشروع قانون التسليم المقترح الذي حرض على الاحتجاجات في عام 2019. يُنظر إلى جونسون على أنه يتخذ نهجًا أكثر قوة تجاه الحكم الذاتي في هونغ كونغ من رئيس الوزراء السابق ديفيد كاميرون. وكتب المحرر الدبلوماسي للجارديان باتريك وينتور في 3 يونيو 2020، أن كاميرون كان خائفًا من التصور العام لتدفق مواطني هونغ كونغ إلى المملكة المتحدة في عام 2015 (عندما شجع الصين على السماح لهونغ كونغ بانتخاب زعيمها دون تدخل بكين ولكن لم يذهب أبعد من ذلك)، في حين يُنظر إلى موقف جونسون المتشدد للسماح بمثل هذه الهجرة الجماعية على أنه أمر يستحق المخاطرة لأنه سيقوض أيضًا اقتصاد الصين بشكل أساسي.
اقترحت الصحفية وينتور والجارديان هيلين ديفيدسون أن الغموض والبيانات المتضاربة المحتملة حول عدد سكان هونغ كونغ التي سيتم تمديد إجراءات جواز سفر «بريطاني ما وراء البحار» بها يمكن أن تعكس عدة أشياء. قد يكون أحد الأسباب هو الاختلافات في الرأي داخل مجلس الوزراء، لكن وينتور ودافيدسون يكتبان أيضًا أنه قد يكون تكتيكًا «لترك الصين تُخمّن بشأن الآثار المحتملة لهجرة الأدمغة إلى بريطانيا من هونغ كونغ، وفيما إذا كانت بكين تسعى لقمع حقوق الإنسان في الإقليم».
صرح جوني باترسون، مدير منظمة هونغ كونغ ووتش، وهي منظمة غير حكومية لحقوق الإنسان، أن إعلان جونسون كان «لحظة فاصلة في العلاقات الصينية البريطانية لأنه لم يسبق أن صرّح رئيس وزراء ببيان بهذه الجرأة على هونغ كونغ منذ التسليم». وأضاف باترسون أنه يظهر «شدة الوضع على الأرض، وحقيقة أن الحكومة البريطانية تشعر بحق، بالواجب تجاه مواطني هونغ كونغ، وستبذل كل ما في وسعها لمنعهم من أن يصبحوا ضحايا وتبعات الأضرار الجانبية لتصاعد التوترات الجيوسياسية».
كما أشار ديفيدسون وصحفي الجارديان أستراليا دانييل هيرست، إلى أنه على الرغم من الدعوات السياسية القوية في البلاد، وسابقة العلاقات الجيدة مع هونغ كونغ، والمساعدة في إجلاء الصينيين في أوقات الطوارئ، إلا أن موريسون كان لديه توجه منفصل في التعامل مع قضية الترحيب بالنازحين من هونغ كونغ. وقالوا إن أستراليا «تصدر بيانات مثيرة للقلق بالاشتراك مع دول بارزة مثل الولايات المتحدة والمملكة المتحدة وكندا، بدلًا من التحدث بمفردها». وقال إن ذلك يرجع إلى أن أستراليا قد توترت علاقاتها مؤخرًا مع الصين، عندما دعت مُبكرًا إلى إجراء تحقيق بشأن انتشار مرض فيروس كورونا.
اليابان، التي وقعت على بيان مع مجموعة السبع يدين الصين فيما يتعلق بفرض القانون في 17 يونيو، عادة ما تكون محايدة للسياسة الصينية. واقترح وينتور أن اليابان قررت إضافة صوتها إلى المعارضة الدولية بسبب «التصور الياباني المتزايد للتهديد التكنولوجي الذي تشكله الصين على الأمن الياباني». وقال شينزو آبي إنه يريد أن تتصدر اليابان بيان مجموعة السبع، وهو الإعلان الذي أثار انتقادات من الصين.

## التشريعات

### الخطط الأولية
تضمنت الخطط الصينية للتشريع تجريم «الانفصال والتخريب والإرهاب والتدخل الأجنبي» بشكل بارز، وهو ما فسره الكثيرون على أنه قمع للحريات المدنية ومنتقدي الحكومة وحركة الاستقلال. كما خططت الصين لتطبيق جهاز استخبارات في هونغ كونغ بموجب القانون، باستخدام قوة الشرطة التابعة لوزارة الأمن العام التابعة لجمهورية الصين الشعبية التي لم يكن لديها في السابق سلطة أو تأثير في هونغ كونغ. وأعربت الحكومات الوطنية المختلفة عن قلقها من أن الخطط الصينية ستقوض استقلال هونغ كونغ وسياسة الدولة الواحدة ونظامان مختلفان. وافق المجلس الوطني لنواب الشعب الصيني على الخطط الصينية في 29 مايو 2020، حيث أعلنت صحيفة الشعب اليومية أن الموافقة «ترسل إشارة قوية [...] إلى القوات المناهضة للصين في هونغ كونغ، التي تقاتل بشدة مثل الوحش البري المحاصر: لقد تقرر هزيمتك بالفعل».
بعد تجمعات بمناسبة الذكرى السنوية الأولى لحركة الاحتجاج على قانون تسليم المجرمين في 8 يونيو 2020، قال تشانغ شياو مينغ، نائب مدير مكتب شؤون هونغ كونغ وماكاو الذي تم تخفيض رتبته مؤخرًا، إن قانون الأمن القومي سيعطي سكان هونغ كونغ فقط المزيد من الحرية، قائلًا: «يمكنهم التحرر من الخوف، من العنف. يمكنهم ركوب القطار والذهاب للتسوق بحرية. يمكنهم قول الحقيقة في الشارع دون الخوف من التعرض للضرب. على وجه الخصوص، لم يعد لديهم ما يدعو للقلق بشأن غسيل دماغ الشباب».
رفضت كاري لام استبعاد إمكانية تطبيق القانون بأثر رجعي. اقترحت صحيفة غلوبال تايمز، التي تسيطر عليها صحيفة الشعب اليومية، أنه يمكن استخدام تغريدات سابقة لرجل الأعمال المؤيد للديمقراطية في هونغ كونغ جيمي لاي كدليل لمحاكمة لاي بموجب القانون. كما اشتبه الرئيس التنفيذي السابق ساي ليانغ في أنه قد يُستخدم لحظر الوقفات الاحتجاجية في ساحة تيانانمن. في 10 يونيو 2020، بدأت شرطة هونغ كونغ «في إنشاء وحدة مخصصة لإنفاذ القانون الجديد»، والتي لم يتم الإعلان عنها رسميًا في ذلك الوقت؛ في اليوم التالي، كشفت الحكومة البريطانية أن الخطوط العريضة للتشريع الصيني «تتضمن نصًا للسلطات في هونغ كونغ لإبلاغ بكين عن التقدم المحرز في متابعة تعليم الأمن القومي لشعبها».
في حين أيدت الجامعات العامة في هونغ كونغ القانون علنًا وقالت إنه لن يؤثر على الأوساط الأكاديمية والبحثية، يخشى العلماء في الإقليم أن تمتد رقابة الصين على منشور الأبحاث كوفيد-19 إلى هونغ كونغ بموجب القانون. كما أعربوا عن قلقهم من احتمال تجريد هونغ كونغ من التمويل الدولي داخل الأوساط الأكاديمية. كان هناك مصدر قلق آخر في هذا المجال هو نمو الرقابة الذاتية كرد دفاعي خوفًا من التعرض للعقاب بسبب «نشر البحوث التي يمكن أن تزعج الحكومة المركزية»، مشيرًا إلى التجارب الفاشلة باعتبارها شيئًا يمكن أن يضر بفرص السوق، مما يجعل العلماء يخشون استمرار العمل. تحدث عميد إلى نيتشر في يونيو 2020، على أن القانون لن يؤثر على النشر، لكنه أقر بأن الوصول إلى البيانات الأمريكية سيصبح مقيدًا.
في 15 يونيو 2020، الذكرى السنوية الثلاثين للقانون الأساسي الذي تم سنه رسميًا، أعلنت بكين أن الحكومة الصينية تحتفظ بالحق في التعامل مع القضايا بموجب قانون الأمن القومي، وتتوقع أن يكون العدد منخفضًا وفي «ظروف خاصة جدًا»، وأنه يجب فتح مكتب أمن البر الرئيسي في هونغ كونغ كمطلب من الحكومة. رفضت الحكومة تحديد الظروف الاستثنائي، مما أدى إلى مخاوف من أن القانون سيستخدم لاعتقال منتقدي بكين ثم تسليمهم إلى البر الرئيسي لمحاكمتهم. بالإضافة إلى مكتب أمن البر الرئيسي الجديد، يجب على هونغ كونغ السماح لأجهزة الأمن الصينية بالعمل في المنطقة عند الحاجة، وقبول إشراف الوكالات الصينية «على حكومة هونغ كونغ وتوجهها». وكان الجدل قد انتشر بالفعل في اليوم السابق، بعد أن ألقت الشرطة القبض على تلميذة مراهقة لاحتجاجها، باستخدام الركبة لتثبيت رقبتها على الأرض، بينما قام ضابط آخر بتثبيتها على الخصر. وقد أثار هذا مقارنات بمقتل جورج فلويد وأثار أسئلة حول استخدام القوة على قاصر.
تم الإعلان عن التفاصيل الملموسة الأولى للتشريع في 15 يونيو 2020، ولكن بحلول الوقت الذي كان فيه المشرعون في بكين يوافقون على المسودات النهائية في 29 يونيو 2020، لم تكن كاري لام قد رأيت مسودة للقانون.

### الأحكام
ووفقًا لمصادر غربية متعددة استنادًا إلى تقارير من وسائل الإعلام الإقليمية، فقد أصدر مجلس اللجنة الدائمة للمجلس الوطني لنواب الشعب القانون بالإجماع في 30 يونيو 2020، متجاوزًا موافقة مجلس هونغ كونغ التشريعي. ووفقًا لهذه التقارير، فإن القانون النهائي سيجرم انفصال هونغ كونغ، والتخريب ضد الحكومة الصينية، والإرهاب، والتواطؤ مع القوات الأجنبية. وردت المملكة المتحدة، رئيس المجلس الأوروبي، وحلف شمال الأطلسي ببيانات مفادها أن الصين تدمر سيادة القانون في هونغ كونغ، وحذرت تايوان مواطنيها من زيارة هونغ كونغ.
بدأ نفاذ القانون في الساعة 23:00 بالتوقيت المحلي (15:00 بالتوقيت العالمي المنسق) في 30 يونيو، ولاحظت هيئة الإذاعة البريطانية أن القانون دخل حيز التنفيذ قبل الذكرى الثالثة والعشرين لتسليم 1 يوليو 1997، وهو حدث يجذب سنويًا احتجاجات كبيرة مؤيدة للديمقراطية. وعلى الرغم من ذلك، قال الزعيم السياسي وو تشي واي (من حزب هونج كونج الديمقراطي) إنه سيشارك في المسيرة في 1 يوليو. وقالت كاترينا يو من قناة الجزيرة «إنه مؤشر رمزي جدا أن يتم تمرير هذا القانون قبل يوم واحد فقط من الذكرى السنوية لتسليم هونغ كونغ من بريطانيا إلى الصين القارية»، قائلة إنها كانت مسرحية قوة من الصين.
يحتوي القانون على ستة فصول وما مجموعه 66 مقالة، نُشرت في الجريدة الرسمية لحكومة هونغ كونغ باللغة الصينية فقط. تغطي هذه الجرائم الأربع (الانفصال، التخريب، الإرهاب، التواطؤ)، والتي يعاقب عليها بالسجن مدى الحياة، وهي العقوبة القصوى النادرة في هونغ كونغ. يتم تعيين الحد الأدنى للجملة في 3 سنوات. أعلنت الصين أنها ستدير القانون، ويمكن استخدامه أيضًا لمقاضاة أشخاص من دول أخرى. وأثبتت مراجعات المحتوى أنها مقلقة لعلماء القانون والمراقبين، لأنها تعتبر «أقوى مما يخشى الكثيرون، سواء من حيث النطاق أو العقوبات». وعلى الرغم من عدم صدور أحكام بالسجن مدى الحياة، فقد يشهد المتظاهرون السلميون 10 سنوات في السجن إذا تم الحكم على أن الحركة الاحتجاجية لها روابط أجنبية، وستكون الحريات محدودة حيث ستخضع جميع «الجماعات والمنظمات ووسائل الإعلام الأجنبية» لرقابة الحكومة الصينية. وستكون وكالات الاستخبارات الصينية حاضرة في هونغ كونغ، ولها سلطات تتجاوز جميع قوانين هونغ كونغ، حيث يتمتع العملاء الصينيون في هونغ كونغ بالحصانة من المسؤولية الجنائية. كما ستكون أي قرارات تتخذها لجنة الأمن القومي الصينية الجديدة في مأمن من مواجهة الطعن القانوني. ومع ذلك، أشارت رويترز بشكل إيجابي إلى أن القانون يوضح أنه لا يمكن تطبيقه بأثر رجعي على الإجراءات التي حدثت قبل تنفيذه.
وينص القانون على جرائم محددة أخرى، مثل الضرر الذي يلحق بمرافق النقل باعتباره جريمة إرهابية. تجرِّم المادة 29 من القانون «التحريض على كراهية الحكومة المركزية وحكومة هونغ كونغ الإقليمية». كل من تثبت إدانته بموجب القانون سيتم منعه من تولي منصب عام مدى الحياة. وفيما يتعلق بسيطرة الصين وتسليم المشتبه بهم، أفادت قناة الجزيرة أن «النص الكامل للقانون أعطى ثلاثة سيناريوهات عندما يمكن للصين أن تتولى الملاحقة القضائية: قضايا التدخل الأجنبي المعقدة، والقضايا» الخطيرة للغاية «وعندما يواجه الأمن القومي» خطيرة وتهديدات واقعية "."  ويوضح القانون كذلك أن الإجراء لا يلزم أن يكون عنيفًا، وأن العقوبة الدنيا في مثل هذه الحالات ستكون 10 سنوات.
سيواجه الأشخاص الذين يحاكمون بموجب القانون قضاة مختلفين أمام القضاء في هونغ كونغ؛ كتب مراسل بي بي سي في الصين ستيفن ماكدونيل في 30 يونيو، أن قضاة هونغ كونغ مستقلون ويمكنهم تطبيق القانون بشكل مناسب، وهو ما لن تقبله الحكومة الصينية، وبالتالي سيتم تعيين القضاة لهذه المسألة من قبل الرئيس التنفيذي مباشرة. وكتب ماكدونيل أن هذا «تم تثبيته بشكل فعال من قبل بكين». يمكن أيضًا احتجاز بعض القضايا في هونغ كونغ بدون هيئة محلفين إذا اعتبرت أنها تحتوي على أسرار الدولة.

### استجابات
ردت المزيد من الدول والجماعات بعد تمرير القانون. أعلنت أورسولا فون دير لاين من المفوضية الأوروبية وشارل ميشيل من المجلس الأوروبي أنهما سيبحثان داخل أوروبا ما إذا كان سيتم تشويه سمعة الصين كشريك تجاري. وتحدث راب إلى مجلس العموم في لندن، معلناً أن العرض البريطاني الوطني في الخارج لا يزال قائمًا، وقال إن المملكة المتحدة قد تتخذ المزيد من الإجراءات إذا أظهر النص الكامل للقانون المزيد من الانتهاكات للإعلان المشترك. كما دعت ألمانيا إلى إعادة جدولة القمة المؤجلة بين الاتحاد الأوروبي والصين في أقرب وقت ممكن، بينما تحدثت اليابان بقوة ضد الصين. بدأت فرنسا بحماس أكبر في التواصل مع القادة الوطنيين لإنشاء «تحالف دولي مناهض للصين».
في 30 يونيو 2020، كتب مراسل سكاي نيوز في آسيا، توم شيشاير، أن القانون وقوته كان دليلاً على أن الحكومة الصينية لا تهتم بما يفكر فيه العالم تجاهها، وأن شي جين بينغ لا يمكنه الانتظار حتى عام 2047 لتولي هونغ كونغ، وأن التوقيت يشير إلى أن الصين شعرت بأن تفشي وباء فيروس كورونا في بقية العالم جعل من السهل فرض القانون.

## روابط خارجية
- نشر جريدة هونغ كونغ للقانون
- تقرير حكومة المملكة المتحدة نصف الشهري عن هونغ كونغ من يوليو إلى ديسمبر 2019 (تم نشره في يونيو 2020)